# Кладно (окръг)
Окръг Кладно на чешки: Okres Kladno се намира във Среднобохемския край на Чехия. Има площ 719.61 km2 и население 162 256 души (по данни от 2016 г.). Административен център е град Кладно. В окръга има 100 населени места, в това число 8 града и 2 места без право на самоуправление. Код по LAU-1 – CZ0203.

## География
В рамките на края граничи на запад с окръг Раковник, на юг с Бероун, на изток – с Прага-запад, а на север – с окръг Мелник. На северозапад и север граничи с окръзите Лоуни и Литомержице от Устецкия край.

## Градове и население
По данни от 2009 г.:
| Град     | Население |
| -------- | --------- |
| Кладно   | 71 430    |
| Слани    | 15 624    |
| Стохов   | 5703      |
| Унхощ    | 3886      |
| Велвари  | 2970      |
| Либушин  | 2889      |
| Бущехрад | 2715      |
| Смечно   | 1892      |

| Всего           | Жени             | Мъже             |
| --------------- | ---------------- | ---------------- |
| 160 076 (100 %) | 81 434 (50,87 %) | 78 642 (49,13 %) |

Средна плътност на населението – 222 души/km²; 66,91 % от жителите живеят в градовете. В окръга има две общини с разширени правомощия (Кладно и Слани).

## Образование
По данни от 2003 г.:
| Вид училище                         | Брой училища |
| ----------------------------------- | ------------ |
| Детски градини                      | 66           |
| Начални училища                     | 55           |
| Гимназии                            | 3            |
| Средни училища и промишлени училища | 8            |
| Средни професионални училища        | 6            |
| Висши професионални училища         | 3            |

## Здравеопазване
По данни от 2003 г.:
| Лекари                                      | 530 |
| Болници                                     | 3   |
| Специализирани заведения за лечение и отдих | 1   |
| Зъболекари                                  | 61  |
| Аптеки                                      | 29  |

## Транспорт
През окръга преминава част от магистрала D6 и D7, както и първокласните пътища (пътища от клас I) I/6, I/7, I/16 a I/61. Пътища от клас II в окръга са II/101, II/116, II/118, II/201, II/236, II/237, II/238, II/239, II/240, II/606, II/616 и малък участък в община Сазена от II/608.